# بطولة العالم للشطرنج 1890-1891
|                         |                                   |
| ويليام شتاينيتز         | إيزيدور غانسبيرغ                  |
|                         |                                   |
| فائز ببطولة العالم 1889 | تعادل مع شيغورين في مقابلة بينهما |
| 54 سنة                  | 36 سنة                            |

بطولة العالم للشطرنج 1890-1891 هي ثالث بطولات العالم الرسمية في الشطرنج تنافس فيها بطل النسخة السابقة ويليام شتاينيتز مع متحديه المجري إيزيدور غانسبيرغ، نظمت البطولة في مدينة نيويورك.
تمكن شتاينيتز من الدفاع عن لقبه بعد فوزه بـ 6 انتصارات مقابل 4 خسارات و تسع وتعادلات.

## خلفية
بعد تفوقه على هينري بيرد وجوزيف بلاكبيرن في 1886 وتحصله على المركز الثالث في بطولة نييورك 1889 وتعادله مع شيغورين في مقابلة تحدي في 1890، تحدى إيزيدور غانسبيرغ شتاينيتز على لقب بطل العالم فوافق هذا الأخير على مباراة هذا اللاعب الذي لم يسبق أن لعب معه من قبل، ونظمت المقابلة في نيويورك نهاية عام 1890 وبداية 1891.

## المقابلة والنتيجة
تم تحديد المقابلة بعشرين مباراة ويكون الفائز أو من يصل لنتيجة ½10 نقطة على الأقل وفي حال التعادل 10-10 يحافظ بطل العالم على لقبه.
| Player           | 1 | 2 | 3 | 4 | 5 | 6 | 7 | 8 | 9 | 10 | 11 | 12 | 13 | 14 | 15 | 16 | 17 | 18 | 19 | Total |
| ---------------- | - | - | - | - | - | - | - | - | - | -- | -- | -- | -- | -- | -- | -- | -- | -- | -- | ----- |
| ويليام شتاينيتز  | ½ | 1 | ½ | 0 | 0 | 1 | 1 | ½ | ½ | 1  | ½  | 0  | 1  | ½  | ½  | 0  | ½  | 1  | ½  | 10½   |
| إيزيدور غانسبيرغ | ½ | 0 | ½ | 1 | 1 | 0 | 0 | ½ | ½ | 0  | ½  | 1  | 0  | ½  | ½  | 1  | ½  | 0  | ½  | 8½    |
تمكن ستاينيز من الفوز 10.5-8.5 وبذلك حافظ على لقبه.

## روابط خارجية
- رابط لمباريات البطولة على موقع chessgames.com